# Nunatak Otdalënnyj
Nunatak Otdalënnyj är en nunatak i Antarktis. Den ligger i Östantarktis. Argentina och Storbritannien gör anspråk på området. Toppen på Nunatak Otdalënnyj är 1 375 meter över havet.
Terrängen runt Nunatak Otdalënnyj är lite kuperad, och sluttar norrut. Trakten är obefolkad. Det finns inga samhällen i närheten.